# Вила Ландри (Бергамо)
Вила Ландри је насеље у Италији у округу Бергамо, региону Ломбардија.
Према процени из 2011. у насељу је живело 70 становника. Насеље се налази на надморској висини од 215 м.